# Jin in jang
Dvojica jin in jang je med osnovnimi pojmi kitajske filozofije (jin - poenostavljeno kitajsko 阴; tradicionalno kitajsko 陰; pinjin: yīn; jang - poenostavljeno kitajsko 阳; tradicionalno kitajsko 陽; pinjin: yáng). Ponazarja navidez ločene in nezdružljive sile narave, ki pa se medsebojno dopolnjujejo in oplajajo. Dvojnost je srčika različnih vej kitajske znanosti in filozofije ter vodilo tradicionalne kitajske medicine, kot tudi osrednje načelo kitajskih telesnih vaj in borilnih veščin. Dvojica pojmov jin in jang tolmači različne naravne dvojnosti, kot na primer: svetloba in tema; moško in žensko načelo; visoko in nizko; toplo in hladno. Jang povezujejo z belim, moškim načelom in poudarkom na zunanjosti; jin pa s črnim (temnim), ženskim načelom in ponotranjenjem.
Ena izmed klasičnih predstavitev pojma jin in jang je krog (celota), razdeljen s krivuljo v obliki črke S. 
Jin in jang sta dopolnjujoči si nasprotji, ki skupaj tvorita celoto. Vsak stvar ima delež obojega. Jin in jang nikoli ne obstajata v čisti obliki in mirovanju, vedno v dinamičnem vzajemnem delovanju.